# Microrregión de Itapeva
La microrregión de Itapeva es una de las microrregiones del estado brasileño de São Paulo perteneciente a la mesorregión Itapetininga. Su población fue estimada en 2006 por el IBGE en 250.235 habitantes y está dividida en doce municipios. Posee un área total de 7.660,123 km².

## Municipios
- Barão de Antonina
- Bom Sucesso de Itararé
- Buri
- Coronel Macedo
- Itaberá
- Itapeva
- Itaporanga
- Itararé
- Nova Campina
- Riversul
- Taquarituba
- Taquarivaí

- Datos: Q524834